# Janez Mihael Žagar
Janez Mihael Žagar (tudi Sagar), polihistor (zdravnik, veterinar), plemič, * 2. november 1732, Damelj pri Vinici, † 18. julij 1813, Praga.

## Življenjepis
Zelo pomembno za Žagarja je, da je imel težko mladost. Zgodaj je izgubil mamo, oče pa ga ni razumel. Opismenil se je šele s šesnajstimi leti. Zaradi pomanjkanja se je težko prebijal skozi študentska leta. Bil je beraški študent v Križevcih in v Zagrebu in Gradcu.
Žagar je diplomiral iz medicine leta 1762 na dunajski univerzi. Vodilni zdravnik v cesarstvu Gerard van Swieten mu je nasprotoval že med študijem in nato vse svoje življenje. Vendar je Žagar uspešno branil svojo disertacijo o zdravilni rastlini krvenki, ki jo je ves čas držal v rokah. Po končanem študiju se je zaposlil kot okrožni zdravnik v Jihlavi na Moravskem, potem pa je živel kot zasebni znanstvenik v Pragi. Poleg humane medicine ga je še posebej zanimala biologija, še zlasti botanika v povezavi z zdravstvom, pa tudi veterinarstvo.
Žagar je objavil 13 samostojnih knjig. Njegovo najpomembnejše delo je Systema morborum symptomaticum (Simptomatski nozološki sistem za klasifikacijo in nomenklaturo bolezni). Z delom, ki je na Dunaju izšlo trikrat (1771 kot shematski prikaz), 1776 in 1783 kot priročnik, se je uvrstil med šest vodilnih nozologov 18. stoletja. Žagar je že tri desetletja pred začetkom cepljenja proti črnim kozam, ki ga je uvedel Edward Jenner tudi sam poskušal z variolizacijo.
Pomembne pa so tudi njegove poljudnoznanstvene razprave s področja veterine. V delih je obravnaval predvsem probleme o razširjenosti kužnih in parazitskih boleznih pri živalih. Posamezne razprave so vezane na njegov rojstni kraj in je v njih veliko etnološkega gradiva.
Prvi je opisal umetno dihanje po metodi usta na usta pri oživljanju utopljencev. Zavzemal se je za zdravo prehrano in se boril proti slabim razvadam.
Žagar je postal leta 1775 član nemške akademije raziskovalcev narave Academia nature curiosorum, leta 1776 pa mu je bil podeljen plemiški naslov Nobilis de Sagar in s temu tudi lastni grb z vrisano srebrno kačo z zlato krono na glavi. 